# Трастевере

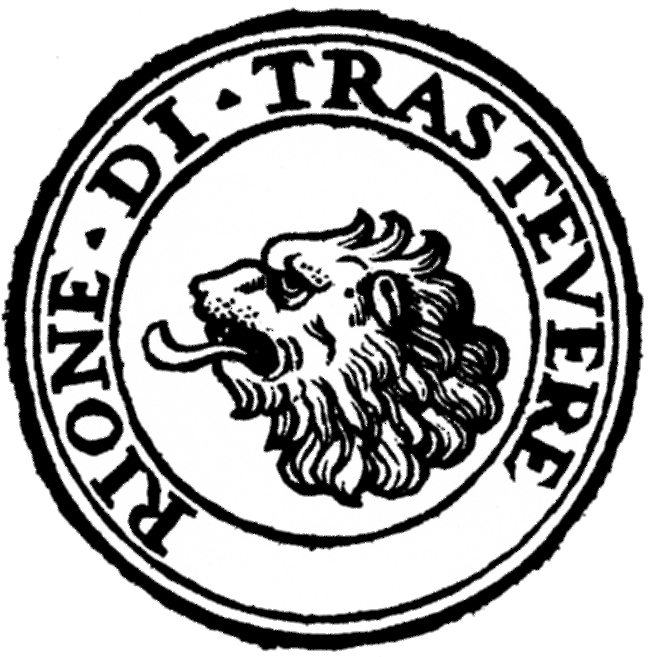
Герб района Трастевере

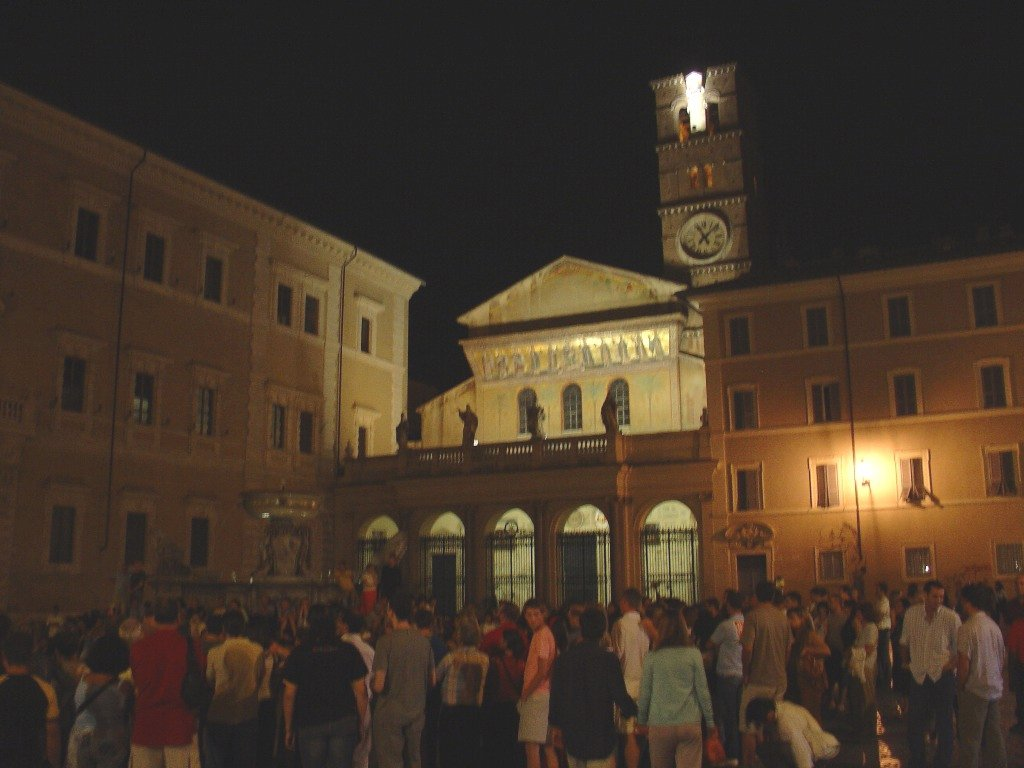
Площадь перед Санта-Мария-ин-Трастевере.

Трасте́вере (итал. Trastévere, от лат. trans Tiberim — «за Тибром») — район узких средневековых улочек на западном берегу Тибра в Риме, южнее Ватикана и Борго. Занимает восточный склон холма Яникул.

## История
В глубокой древности этим берегом Тибра владели этруски; затем здесь селились иностранцы, преимущественно сирийцы и евреи. Октавиан Август выделил его в отдельный район города, а Аврелиан включил в состав новых городских стен. С историей этого района, да и Рима в целом, можно ознакомиться в музее Рима в Трастевере.
С III века здесь существует базилика Санта-Мария-ин-Трастевере, которая по сей день занимает центральное положение в районе. Церковь Санта-Чечилия-ин-Трастевере была построена в V веке, перестроена в XII в. и получила свой нынешний фасад в 1725 г. Оба храма богаты произведениями живописи и скульптуры работы Пьетро Каваллини, Гвидо Рени, Доменикино и других мастеров.
В южной части района Трастевере (рядом с районами Маркони и Портуэнсе) находится одноимённый вокзал.
В настоящее время Трастевере сохраняет свой вид: узкие мощеные улицы, старые дома. По вечерам сюда, в многочисленные пабы и рестораны, стекаются  местные жители и туристы. В ресторанчике "Ругантино" в ноябре 1958 года турецкая танцовщица Айше Нана продемонстрировала первый в Италии сеанс стриптиза, что вызвало бурю в средствах массовой информации.